# شش کلاغ
شش کلاغ رمانی از لی باردوگو است که نخستین بار در سال ۲۰۱۵ منتشر شد. این رمان داستان شهری شلوغ و تجاری به نام کتردام است که با این حال مرکز فعالیت‌های غیرقانونی مانند دزدی، رشوه، قاچاق، قمار و … می‌باشد؛ به گونه‌ای که گروه‌های تبهکاری در آن به رقابت می‌پردازنند.
در واقع موضوع کتاب در قالب فانتزی است و تلفیقی از هیجان، احساسات، خشم، عشق، کینه و… می‌باشد.
در سال 2021 سریالی به نام Shadow and Bone «سایه و استخوان» بر اساس یکی از کتاب‌های این دو گانه، توسط نت‌فلیکس ساخته شد.

## سبک در نوشتن شش کلاغ
شخصیت‌های کتاب هر کدام از توانایی‌ها و ویژگی‌های خاصی برخوردارند که خواننده را مجذوب خود می‌کنند و آن را به ادامه دادن مشتاق می‌کنند؛ همچنین می‌تواند احساس واقعی شخصیت‌های رمان را به خواننده منتقل کند. از دیگر خصوصیات نوشته لی باردوگو بازگشت به حالت‌های شخصیت‌ها در زمان‌های گذشته، حال و آینده است که موجب لذت‌بخش‌تر شدن آن می‌شود.

## خلاصهٔ رمان
کتردام، مرکز شلوغی برای تجارت‌های بین‌المللی است. کَز برکر، خلافکاری چیره‌دست و ماهر و رئیس یکی از قوی‌ترین باندهای تبهکار کتردام است که سرقتی بزرگ و خطرناک و تقریباً غیرممکن به او پیشنهاد می‌شود؛ سرقتی که اگر در آن پیروز شود تا آخر عمر در ثروتی که همیشه آرزویش را داشته به سر خواهد برد. اما او به تنهایی قادر به انجام این عملیات سخت نیست و افرادی با استعداد و خطرناک در انجام آن او را همراهی خواهند کرد:یک تک تیرانداز ماهر، یک متخصص عملیات‌های انفجاری، یک جادوگر نابغه، یک جاسوس خارق‌العاده ملقب به شبح و یک زندانی فراری.
نقل قولی از رمان:
- چی باعث می‌شه فکر کنی از پس این کار برمیایم؟ تیم‌های دیگه‌ای هم اون بیرون هستن، سربازها و جاسوس‌های آموزش دیده، کسایی که چندین سال تجربه دارن.
– این کار سربازها و جاسوس‌های آموزش دیده نیست. کار لات‌ها و دزدهاست…